# Sundsvall Mosquitoes

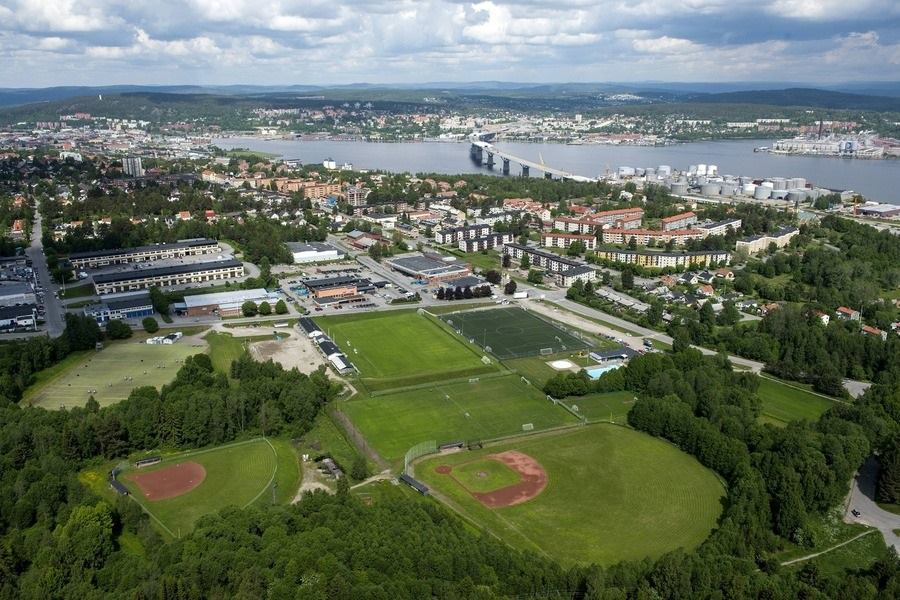
Mosquitoefield

Sundsvall Mosquitoes är en svensk baseboll- och softbollklubb från Sundsvall som bildades 1977. 

## Baseboll
I baseboll har man spelat 15 säsonger i högsta serien, Elitserien (tidigare division 1 och därefter Allsvenskan) och bästa placeringen är 3:a. 
År 2008 spelar laget i Regionserien, norra, divisionen under Elitserien. Sundsvall vann serien och är därmed klar för kvalspel till Elitserien.

## Softboll
De senaste åren har damsoftbollaget spelat i den rikstäckande softbollserien.
År 2008 spelar laget i Softbollserien och har kvalificerat sig för slutspel. Därmed har laget chans att ta sin första medalj sedan 1993, då det blev en bronsmedalj.
Laget gick till finalspel mot Skövde som blev för svår att vinna över. 2008 tog laget därmed sitt andra SM-silver genom tiderna.

## Planerna
Planerna ligger undanskymda på Kubikenborg vilket bland annat bidrar till att vetskapen om lagets existens är liten bland invånarna i Sundsvall. Detta trots att klubben ofta försöker rekrytera nya spelare och synas där tillfälle ges.